# Loammi Baldwin, Jr.
Loammi Baldwin, Jr. (* 16. Mai 1780 in North Woburn, Massachusetts; † 30. Juni 1838 in Charlestown, Massachusetts) war ein US-amerikanischer Rechtsanwalt und Ingenieur. Baldwin gilt als Nestor des Bauingenieurwesens in den Vereinigten Staaten. Er machte sich um die infrastrukturelle Erschließung der Vereinigten Staaten (Internal improvements) in besonderem Maße verdient und baute die ersten Trockendocks in den USA.

## Leben

### Familie

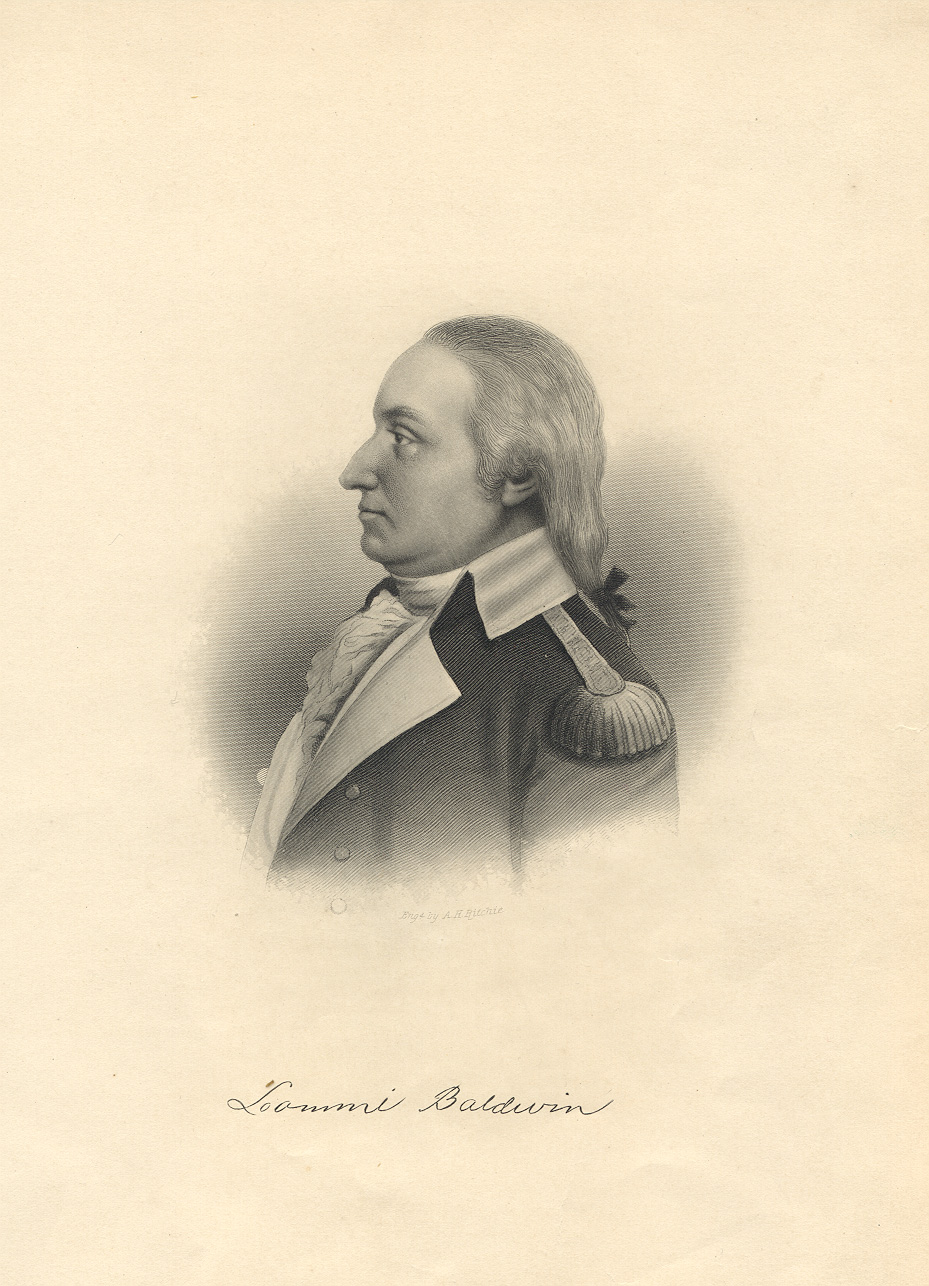
Loammi Baldwin, Sr.

Loammi Baldwin war der mittlere der fünf Söhne des Ingenieurs und Politikers Loammi Baldwin, Sr. (1744/45–1807). Als Jugendlicher half er seinem Vater bei dem Bau des Middlesex Canal.
Baldwins Brüder, Cyrus Baldwin (1773–1854), Benjamin Franklin Baldwin (1777–1821), James Fowle Baldwin (1782–1862) und George Rumford Baldwin (1798–1888) waren ebenfalls bekannte Ingenieure.
Loammi Baldwin, Jr. war zweimal verheiratet, zunächst mit Ann Williams († 1822) und ab 1828 mit Catherine Beckford.

### Frühe Jahre
Baldwin besuchte zunächst die Westford Academy und schloss 1800 sein Studium am Harvard College ab. Zunächst arbeitete er als Anwalt in der Kanzlei von Timothy Bigelow (1767–1821, Speaker des Repräsentantenhaus von Massachusetts) in Groton, Massachusetts. Baldwin konstruierte für den Ort eine Feuerlöschpumpe, die mehr als achtzig Jahre in Betrieb war. 1804 erhielt Baldwin die Zulassung zu Anwaltskammer und ließ sich in Boston nieder. Bereits drei Jahre später schloss er seine Kanzlei, um in England etwas über öffentliches Bauwesen zu lernen.

### Ingenieurleistungen
1807 eröffnete Baldwin ein Ingenieurbüro in Charlestown, Massachusetts. 1809 veröffentlichte er die Schrift Thoughts on the Study of Political Economy as Connected with the Population, Industry, and Paper Currency of the United States. Im Krieg von 1812 erhielt er den Auftrag zur Errichtung von Fort Strong im Hafen von Boston. Es folgten zahlreiche öffentliche Bauaufträge. Von 1817 bis 1820 war Baldwin leitender Ingenieur für das öffentliche Bauwesen von Virginia. In dieser Funktion war er für die Vermessung folgender Gewässer zuständig: Rappahannock, Rapidan, Kanawha, James River, Goose Creek und die Docks von Richmond. 1818 leitete er gemeinsam mit seinem Bruder Benjamin Baldwin verschiedene Infrastrukturmaßnahmen an den Gewässern von North Carolina sowie Kanalbauten in mehreren Bundesstaaten. Ab 1819 arbeitete Loammi Baldwin as Ingenieur für die Boston-Roxbury Corporation, deren Wasserkraftwerk er fertigstellte.
Ab 1821 war Baldwin Ingenieur für den Union Canal, der den Schuylkill River mit dem Susquehanna River verbinden sollte. Unter anderem entwarf Baldwin einen relativ groß angelegten Verlaufsplan für den Kanal, der unter anderem einen mehr als 200 Meter langen Tunnel enthielt. Im Streit um Baukosten und Führungsstil verließ Baldwin 1823 die Baugesellschaft; sein Nachfolger wurde Canvass White, der 1826 einen kleiner dimensionierten Kanal realisierte. Der spätere wirtschaftliche Misserfolg des Kanals war letztlich auch durch die zu kleinen Dimensionen bedingt. 1824 begleitete Baldwin Francis Lowell auf eine erneute Studienreise nach Europa, bevor er ab 1825 im Komitee für das Bunker Hill Monument mitarbeitete und eine Eisenbahnstrecke zwischen Boston und dem Hudson River entwarf, die später von seinem Bruder James Fowle Baldwin realisiert wurde.

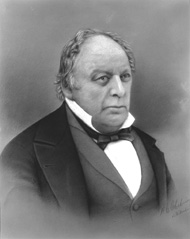
Alexander Parris

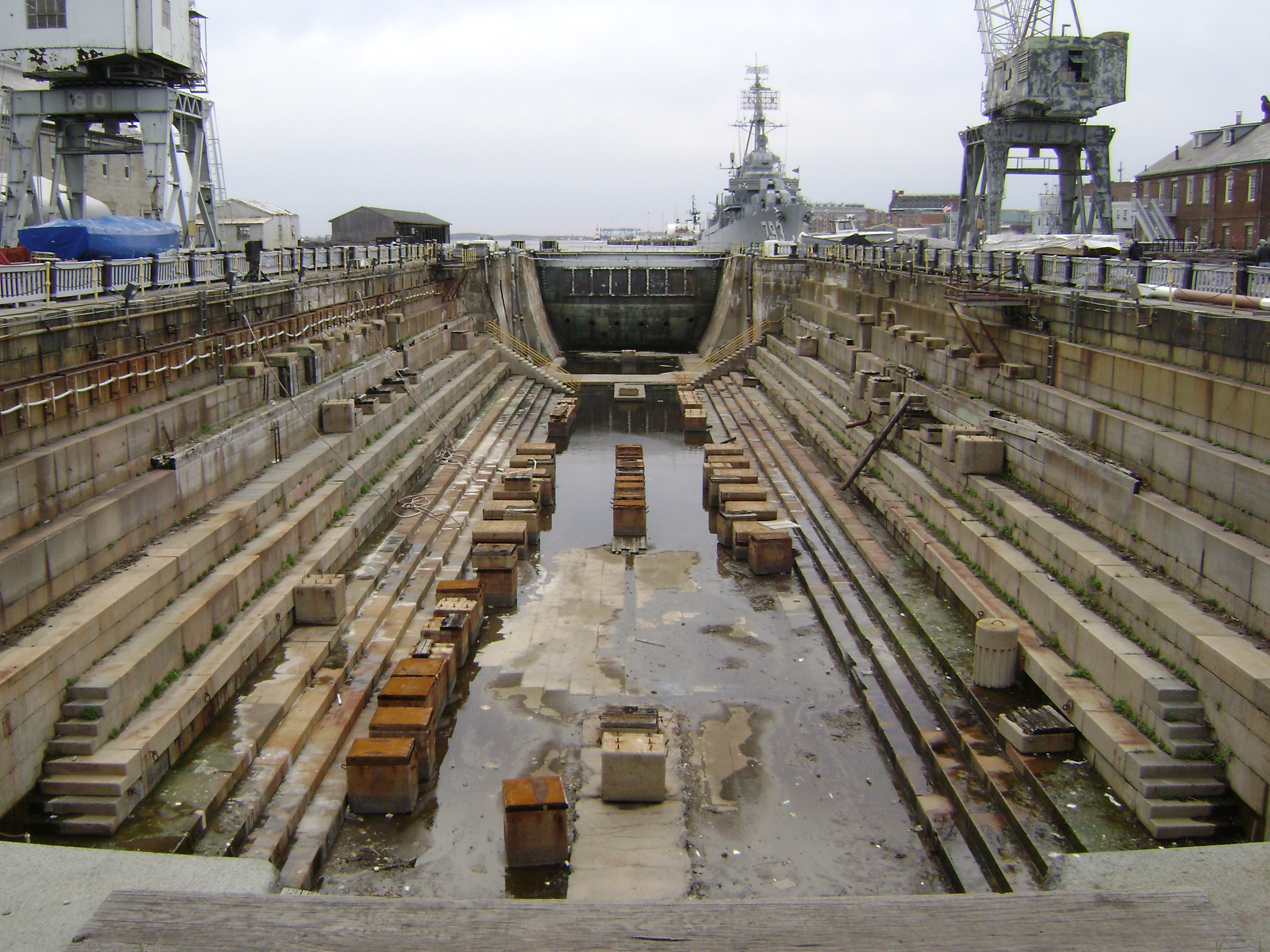
Charlestown Naval Dry Dock in Boston im April 2010

Als wichtigste Bauten von Loammi Baldwin gelten die beiden Trockendocks der US Navy von Charlestown, Massachusetts (Charlestown Naval Dry Dock) und von Norfolk, Virginia (Gosport Navy Yard). Der Bau der beiden identischen Anlagen dauerte von 1827 bis 1833. Baldwin überwachte ihn mittels Assistenten – in Charlestown durch Alexander Parris und in Gosport durch William P. S. Sange. Die ersten Trockendocks der Vereinigten Staaten galten als herausragende Beispiele damaliger amerikanischer Ingenieurskunst. Baldwin bereit die US Navy auch im Bau des Portsmouth Naval Shipyard, des New York Naval Shipyard, des Philadelphia Naval Shipyard, des Pensacola Navy Yard und des Washington Navy Yard.
Ab 1834 befasste sich Baldwin unter anderem mit Bauten zur Wasserversorgung und zur Gewinnung von Wasserkraft, zum Beispiel für die Amoskeag Manufacturing Company in Manchester, New Hampshire. Er führte Vermessungsarbeiten am Altamaha River (Georgia) durch, baute Holworthy Hall am Harvard College und war beratend beim Bau des Louisville and Portland Canal und des Harrisburg Canal tätig.

### Verdienste und Ehrungen
1810 wurde Baldwin in die American Academy of Arts and Sciences gewählt, 1814 in die American Antiquarian Society.
1835 war er Mitglied des Massachusetts Executive Council, 1836 gehörte er zu den Wahlmännern der Präsidentschaftswahl.
Baldwins Ingenieurbüro war eine der ersten Ausbildungsstätten für Bauingenieure in den Vereinigten Staaten überhaupt. Baldwin gilt als „Vater des Bauingenieurwesens in den Vereinigten Staaten“. Seine Schüler, darunter Alexander Parris, Uriah Boyden, Samuel Felton, Gridley J. F. Bryant und John W. Brooks, bezahlten ihn dafür, in seinem Büro arbeiten zu dürfen, erhielten aber für ihre Beteiligung an seinen Projekten eine angemessene Bezahlung. Baldwin machte sich um die infrastrukturelle Erschließung der Vereinigten Staaten (Internal improvements) in besonderem Maße verdient.

### Bauwerke (Auswahl)

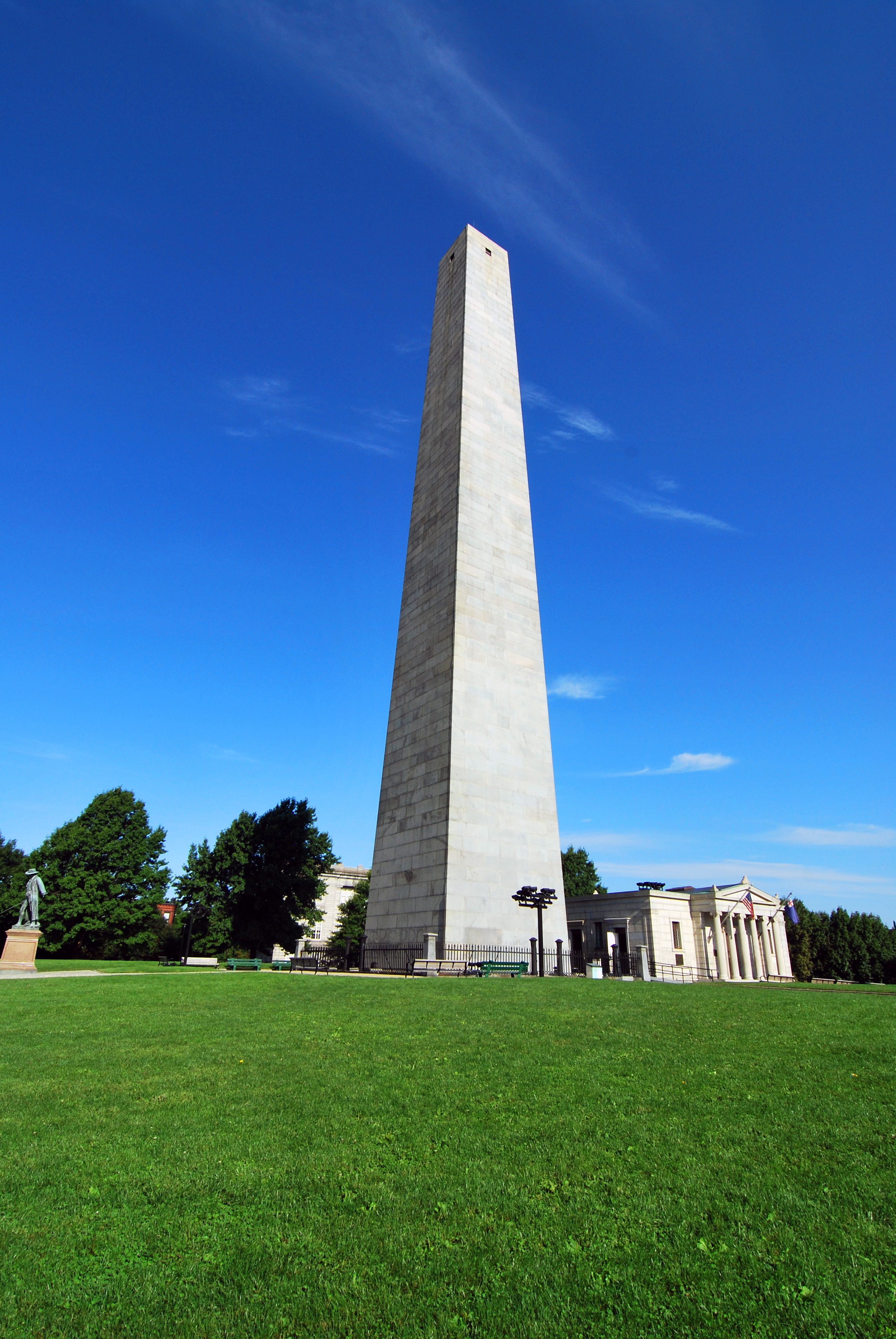
Bunker Hill Monument
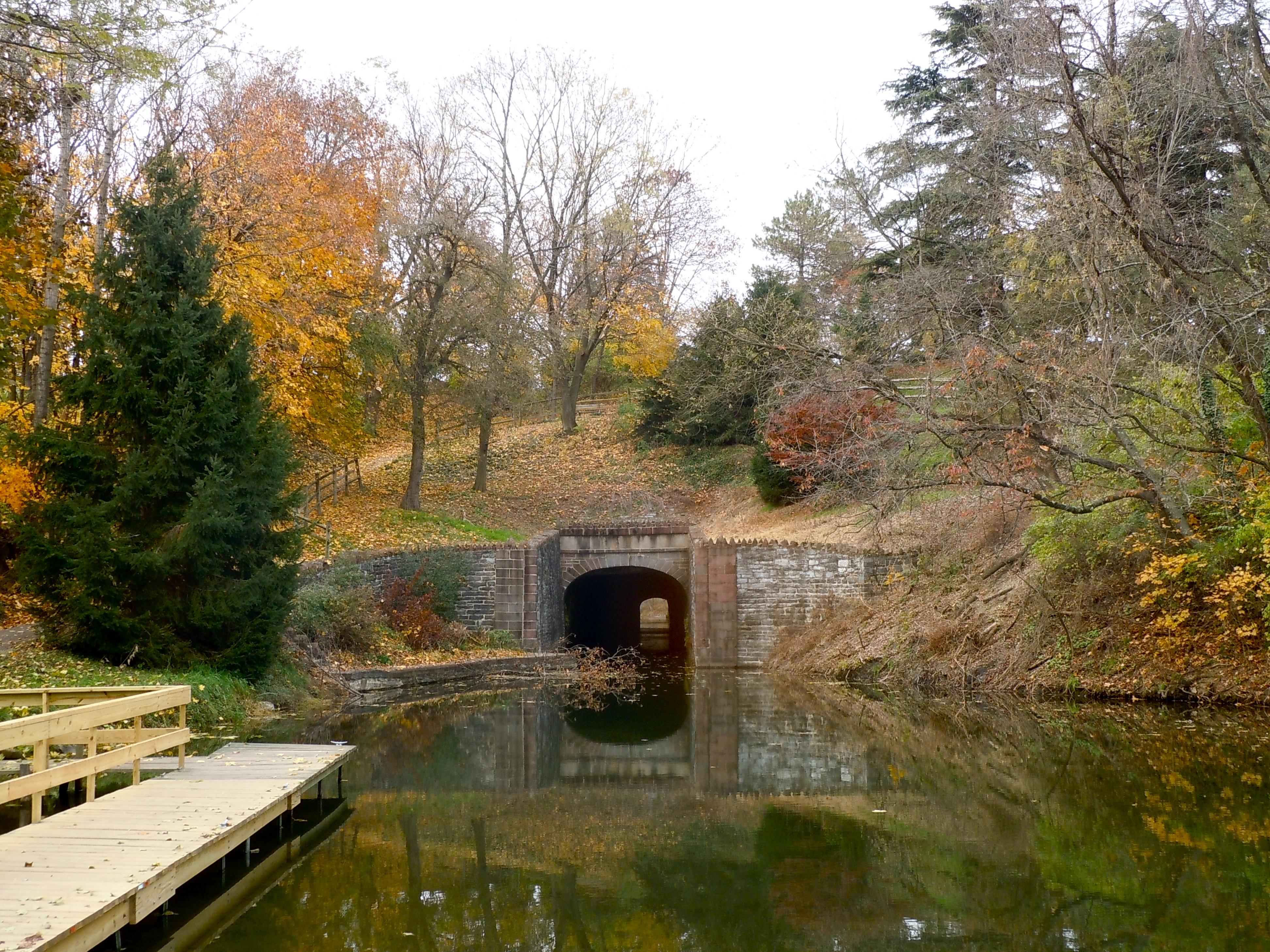
Tunnel im Union Canal
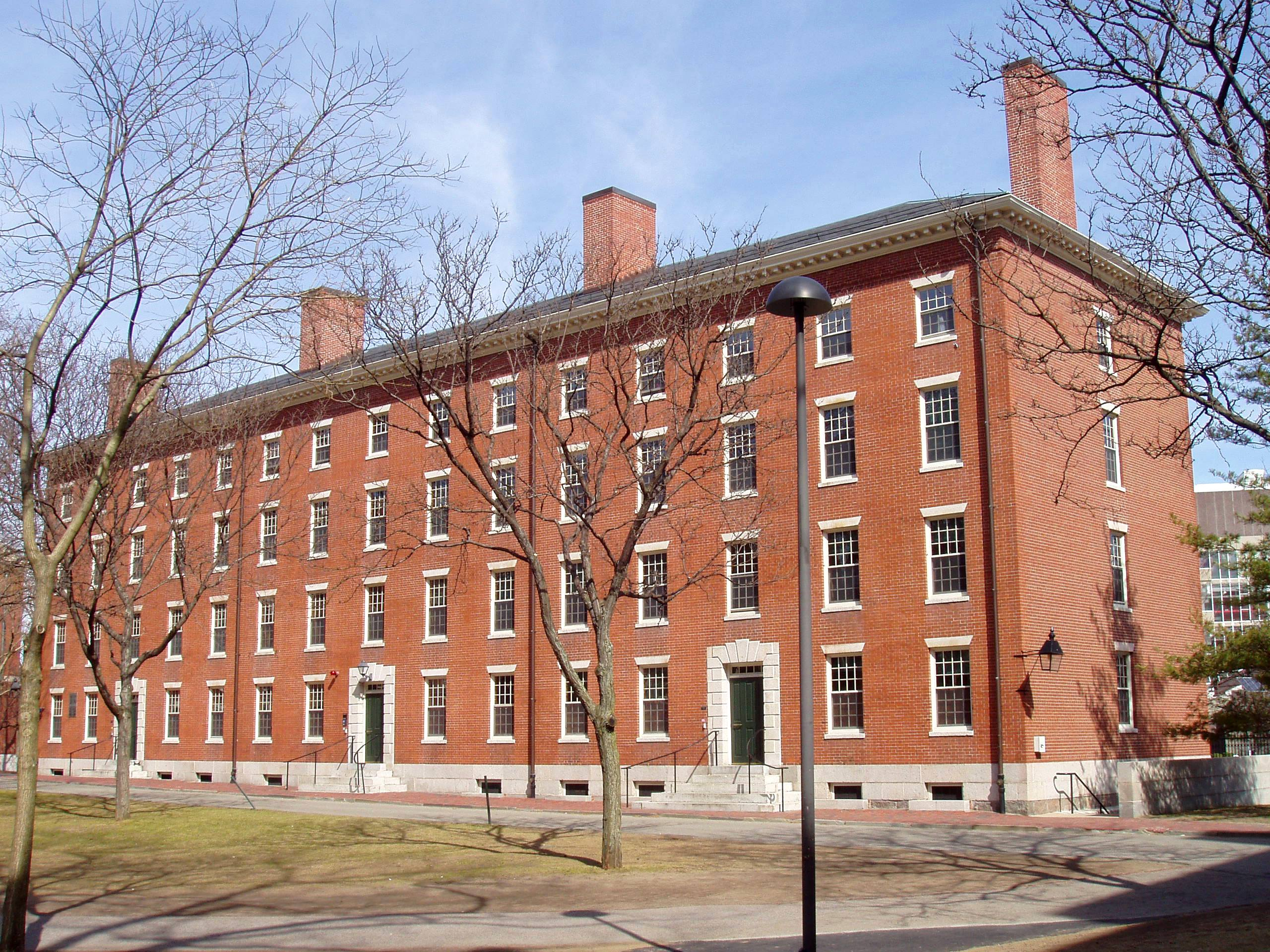
Holworthy Hall, Harvard University
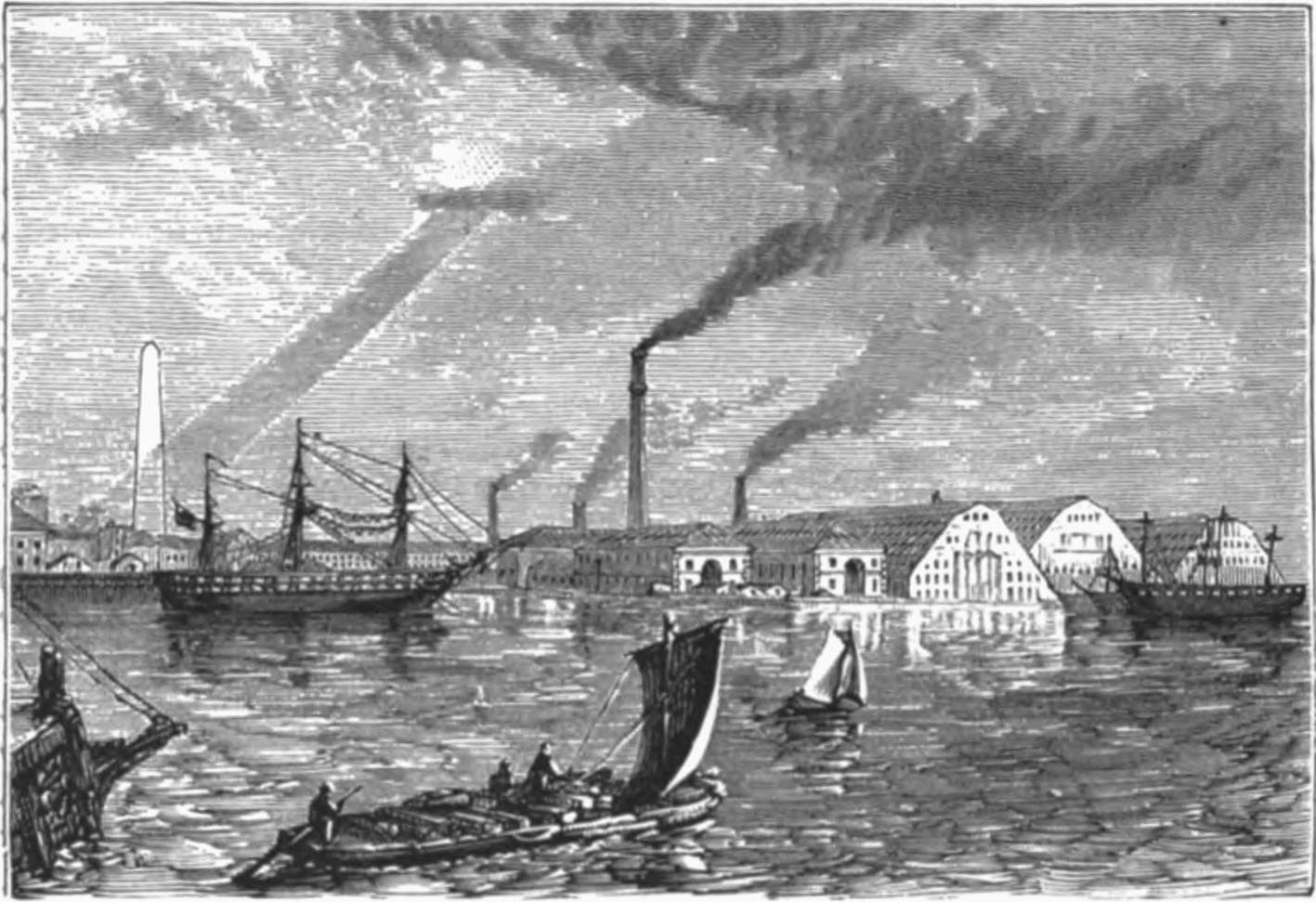
Charlestown Navy Yard
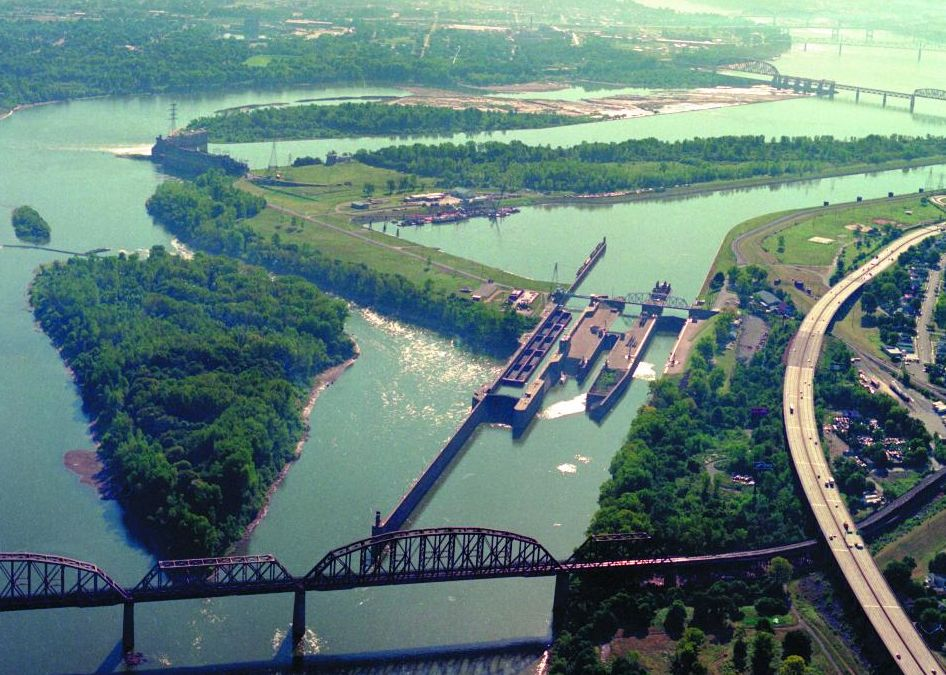
Louisville and Portland Canal